# One Canada Square
Il One Canada Square (conosciuto anche come Canary Wharf Tower) è un grattacielo situato a Londra. È il secondo edificio più alto di Londra. Fino all'inaugurazione nel luglio 2012 di The Shard, situato sulla sponda opposta del Tamigi, era l'edificio più alto del Regno Unito. Progettato dall'architetto argentino César Pelli, è alto 235 metri e dispone di 50 piani. Un simbolo della città di Londra, visibile a grande distanza e reso caratteristico dalla sua sommità piramidale; insieme ad altri grattacieli anima la zona del Canary Wharf e si affaccia sulla tensostruttura del Millennium Dome.
One Canada Square è apparso anche in molti spot televisivi e nel programma televisivo The Apprentice, ma era un centro di trasmissione a sé stante. Negli anni '90 la torre ha ospitato l'emittente televisiva britannica L!VE TV.

## Alcune aziende situate nell'edificio
- A.P. Møller-Mærsk
- Autorità bancaria europea
- Bank of New York Mellon
- BBVA (Banco Bilbao Vizcaya Argentaria)
- Bear Stearns
- Burlington Northern Railroad
- Career Academies
- Citibank
- Clearstream
- Coutts
- Daihatsu
- Doctors of the world
- eToro
- Euler Hermes UK
- Faithful+Gould
- FIA
- General American Transportation Corporation
- HSBC UK
- International Sugar Organization
- KPMG
- Metlife
- Moody's
- Novartis
- Primus Telecom
- Regus
- Revolut
- Rittal
- Skadden, Arps, Slate, Meagher & Flom
- State Street
- SWX Swiss Exchange
- Teach First
- Trinity Mirror
- UBS[3]